# Amalda depressa
Amalda depressa es una especie de molusco gasterópodo de la familia Olividae en el orden Neogastropoda.

## Distribución geográfica
Se encuentra en Nueva Zelanda